# Caesars Palace
O Caesars Palace é um hotel de luxo e casino localizado na Las Vegas Strip, em Paradise, Nevada. O casino foi fundado em 1966 pelo empresário Jay Sarno.

## The Colosseum at Caesars Palace
The Colosseum at Caesars Palace é um teatro aberto em 25 de março de 2003. A construção faz parte do complexo do Caesars Palace e é palco dos diversos shows musicais feitos no casino. Já se apresentaram lá diversos cantores e cantoras, como Elton John, Mariah Carey, Rod Stewart, Luis Miguel, Cher e recentemente Adele. Celine Dion e Shania Twain fizeram seus espetáculos sempre com apresentações lotadas. As duas residências mais bem sucedidas foram as A New Day e Still The One.